# William Aldam
 (mars 2024).
William Aldam (20 août 1813 - 27 juillet 1890) est un homme politique du Parti libéral anglais et député de la circonscription du Yorkshire de Leeds entre 1841 et 1847.

## Biographie
Aldam étudie le droit au Middle Temple à partir de 1834 et est appelé au barreau en 1839, mais n'a jamais exercé en tant qu'avocat. Il devient juge de paix au tribunal des sessions trimestrielles du West Riding of Yorkshire en 1842 et shérif principal du Yorkshire en 1878.
Aldam est remarqué pour promouvoir le développement des chemins de fer et des canaux, ainsi que pour son soutien indéfectible au libre-échange. Il est né quaker mais s'est converti à l'anglicanisme.
Un navire nommé William Aldam est enregistré à Goole en 1854 et a fait naufrage en 1856,.

## Famille
Son père, également appelé William Aldam (décédé en 1828), est un marchand de tissus à Leeds. Le nom de famille est à l'origine Pease, mais son père le change lorsqu'il hérite du domaine de la famille Aldam à Frickley, près de Doncaster.
Le 13 novembre 1845, il épouse Mary Stables, fille du révérend Godfrey Wright, de Bilham; elle est décédée le 4 octobre 1867.
Son fils et héritier William Wright Aldam (1853-1925) épouse Sarah Julia Warde en 1878 et prend le nom de famille de Warde-Aldam. Il est shérif principal du Yorkshire en 1905. Son neveu William Aldam Milner (par le biais de sa sœur Susan) est shérif principal du Derbyshire en 1911.